# Баришано
Баришано (італ. Barisciano) — муніципалітет в Італії, у регіоні Абруццо,  провінція Л'Аквіла.
Баришано розташоване на відстані близько 105 км на північний схід від Рима, 17 км на схід від Л'Акуїли.
Населення — 1855 осіб (2014).
Щорічний фестиваль відбувається 25 листопада. Покровитель — San Flaviano.

## Демографія
Населення за роками:

Станом на 1 січня 2023 року в муніципалітеті офіційно проживали 153 іноземці з 18 країн, серед них 74 громадяни країн Євросоюзу та 6 громадян України.

## Сусідні муніципалітети
- Кастельвеккьо-Кальвізіо
- Фосса
- Л'Аквіла
- Поджо-Піченце
- Прата-д'Ансідонія
- Сан-Деметріо-не'-Вестіні
- Сан-Піо-делле-Камере
- Санто-Стефано-ді-Сессаніо